# James Watson (senator)
James Watson (ur. 6 kwietnia 1750 roku w Woodbury, Connecticut, zm. 15 maja 1806 roku w Nowym Jorku) – amerykański polityk.
W latach 1798–1800 z ramienia Partii Federalistycznej reprezentował stan Nowy Jork w Senacie Stanów Zjednoczonych.
W 1801 roku nieskutecznie ubiegał się o fotel wicegubernatora stanu Nowy Jork.